# Evangelische Mittelschule Schiers
Die EMS Schiers ist ein Gymnasium in Schiers, das zur Matura und damit zur allgemeinen Studienberechtigung an Schweizer Hochschulen führt. Gegründet wurde sie als Evangelische Lehranstalt. Das Schulangebot umfasst: Kurz- und Langzeitgymnasium mit zweisprachiger Matura Deutsch/Englisch, Musikgymnasium, Fachmittelschule, den Fachmaturitätslehrgang Pädagogik und den kantonalen Vorkurs für die Zulassung zum Studium an der Pädagogischen Hochschule Graubünden. Ende 2023 übernahm die EMS Schiers ausserdem die Trägerschaft von Heureka – dem Kompetenzzentrum zur Förderung besonderer Begabungen für Schülerinnen und Schüler der Primarstufe.

## Geschichte

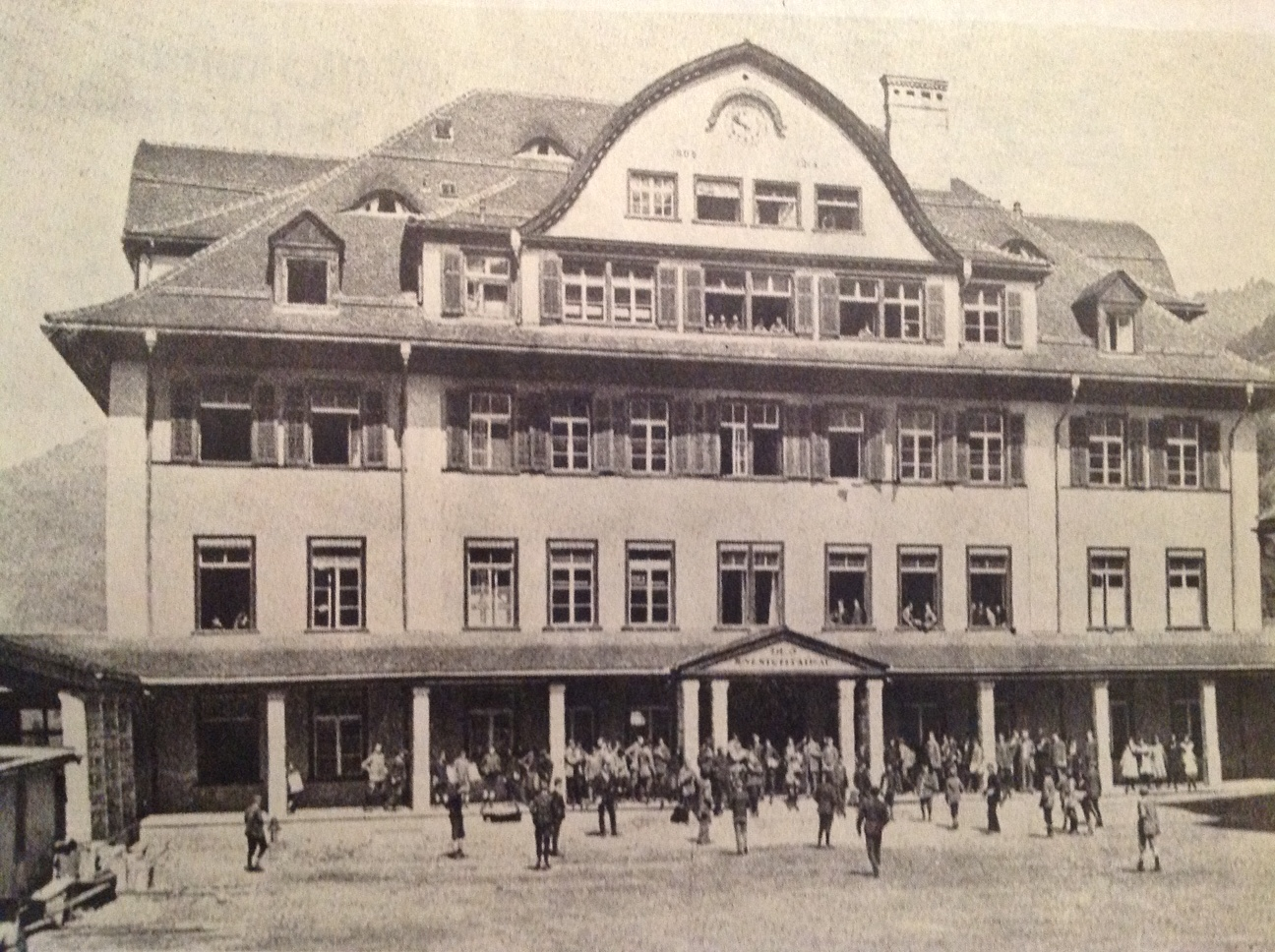
Die Evangelische Lehranstalt, 1914

Luftaufnahme von Werner Friedli, 1954

Die Schule wurde 1837 als Lehrerseminar gegründet. Sie ist heute neben der Bündner Kantonsschule eine von sechs privaten Mittelschulen im Kanton Graubünden. Mit der Zeit wurde das Schulprofil um die Hochschulreife erweitert, der Name in Evangelische Lehranstalt (ELA) wurde 1959 durch Direktor Hans Peter Jaeger in den Namen Evangelischen Mittelschule Schiers umbenannt.
Neben Schülern aus der näheren Gegend, für die die Schule mit kantonaler Förderung die Funktion einer öffentlichen Schule übernimmt, führte die Schule seit ihrer Gründung ein Internat. Dieses wurde von Schülerinnen und Schülern aus anderen Kantonen (früher auch zur Lehrerausbildung für Kantone, die kein eigenes Lehrerseminar hatten) und dem Ausland besucht. Im Jahre 2015 musste das Internat aufgrund von Mangel an Internatsschülern schliessen. Die Schule vermittelt aber seither Gastfamilien und vermietet Wohnungen für Wohnungsgemeinschaften.
Um die Wende vom 20. zum 21. Jahrhundert wurde die Lehrerausbildung in der Schweiz an Pädagogische Hochschulen verlagert. Seitdem führt die EMS Schiers den kantonalen Vorkurs für die Zulassung zum Studium an der Pädagogischen Hochschule Graubünden durch. Die ehemalige Diplommittelschule wurde in eine Fachmittelschule umgewandelt.

## Bekannte Angehörige

### Lehrer
- Kurt Ruh (1914–2002),  Mediävist, (war Deutschlehrer)
- Curdin Morell (* 1963), Bobfahrer (ist Sportlehrer)

### Schüler (alphabetisch)
- Linard Bardill (* 1956), Liedermacher und Schriftsteller
- Christoph Bernoulli (1897–1981) Kunsthändler[3]
- Marco Camenisch (* 1952), Aktivist und Ökoterrorist
- Fanni Fetzer (* 1974), Kuratorin und Museumsdirektorin
- Tim Frey (* 1972), Politiker
- Alberto Giacometti (1901–1966), Bildhauer, Maler und Graphiker[3]
- Diego Giacometti (1902–1985), Bildhauer und Designer[3]
- Zaccaria Giacometti (1893–1970), Rechtswissenschaftler[3]
- Stefan Gubser (* 1957), Schauspieler
- Luc Jaggi (1887–1976), Bildhauer[3]
- Nils Jent  (* 1962), Experte im Bereich Diversity Management
- Göri Klainguti  (* 1945), Schriftsteller
- Georg Kreis (* 1943), Historiker
- Achim Lenz (* 1978), Schauspiel- und Musiktheaterregisseur
- Thomas Meyer  (* 1974), Schriftsteller, Drehbuchautor, Texter und Aktionskünstler
- Karl Alexander Müller (1927–2023), Physiker, Nobelpreisträger
- Adolf Muschg (* 1934), Dichter, Schriftsteller und Literaturwissenschaftler
- Mathias Rüegg (* 1952), Jazzmusiker
- Adolf Scheidegger (1940–2020), Oberrichter am Obergericht Zürich und Jazzmusiker
- Andreas Thöny (* 1968),  Lehrer, Politiker und Kirchenratspräsident
- Andreas Victor Walser (* 1976), Althistoriker
- Richard Weiss (1907–1962), Volkskundler
- Jost Winteler (1846–1929), Sprachwissenschafter, Kantonsschullehrer, Ornithologe und Dichter
- Andrea Zogg (* 1957), Schauspieler und Regisseur
- Ladina Lucia Bordoli (* 1984), Unternehmerin und Schriftstellerin
- Annik Kälin (* 2000), Leichtathletin